# Wisp
Рейд Данн (англ. Reid Dunn), более известный под псевдонимом Wisp — музыкант в жанре электронной музыки. Он родом из Ниагара-Фолс, Нью-Йорк, США.
Wisp начал создавать музыку на своем компьютере в 1999 году и первоначально выпускал свою музыку бесплатно, как mp3 на Нет-лейблах до заключения контракта с Sublight Records. В декабре 2007 года он подписал контракт с Бенном Джорданом (англ. Benn Jordan) на лейбле Alphabasic. В марте 2008 года Wisp объявил, что он подписал контракт с Rephlex Records.

## Дискография
Hardcopy релизы
- The Shimmering Hour  (2009) — Релиз на Rephlex Records.
- Katabatic  (2008) — Релиз на Rephlex Records.
- Building Dragons  (2006) — Релиз на Terminal Dusk Records.
- Honor Beats (2006) — Релиз на Sublight Records.
- NRTHNDR (2005) — Релиз на Sublight Records.

Mp3 релизы
- We Miss You  (2009) — Релиз на Rephlex Records.
- A Thousand Tomorrows (2004) — Релиз на TavCOM Records.
- About Things That Never Were  (2003) — Релиз на TavCOM Records.
- Cultivar (album) (2004) — Релиз на Music is For Assholes как Havaer.
- Frozen Days  (2003) — Релиз на TavCOM Records.
- Fungus FLAP  (2004) — Релиз на Earstroke.
- HumpelndenBEATS (2004) — Релиз на Electrotards Records.
- In a Blue Face (2005) — Релиз на Earstroke.
- Let Me See Your Shapes  (2004)
- Lost in a Walk (2004) — Релиз на Project 168.
- Nine Acid (2004) — Релиз на Opaque Channel как Skønflap.
- Pleeper  (2003) — Релиз на Binkcrsh.
- Quest for Excalipur  (2003) — Сплит релиз с музыкантом Denizen.
- SAW2 Reworked  (2004) — Релиз на TavCOM Records.
- Xmas87  (2004) — Рождественский подарок, посланный для фанатов (подписчиков на рассылку) Wisp’a в декабре 2004 года.

## Интересные факты
- под названием Wisp с 2008 по 2009 год выступала минская альт-рок группа Weesp